# Hrabstwo Washington (Iowa)
Hrabstwo Washington – hrabstwo w Stanach Zjednoczonych w stanie Iowa.

## Miasta
| - Ainsworth - Brighton - Coppock | - Crawfordsville - Kalona | - Riverside - Washington | - Wellman - West Chester |

## Sąsiednie hrabstwa
- Hrabstwo Iowa
- Hrabstwo Johnson
- Hrabstwo Louisa
- Hrabstwo Henry
- Hrabstwo Jefferson
- Hrabstwo Keokuk